# بازگشت به بهشت
بازگشت به بهشت (انگلیسی: Return to Paradise) یک فیلم درام تکنی‌کالر آمریکایی به کارگردانی مارک رابسون است که در سال ۱۹۵۳ منتشر شد.
فیلم‌نامهٔ این فیلم بر پایهٔ یک داستان کوتاه به نام «آقای مورگان» اثر جیمز ای میچنر نگاشته شده‌است که بخشی از مجموعهٔ داستانی «بازگشت به بهشت» بود.

## بازیگران
- گری کوپر
- بری جونز
- جان هادسون
- تری دانلیوی
- هاوارد پولسون
- دونالد اَشفورد